# Dabaga
Dabaga es una comuna rural de Níger perteneciente al departamento de Tchirozérine de la región de Agadez. En 2011 tenía una población de 28 694 habitantes, de los cuales 14 580 eran hombres y 14 114 eran mujeres.
Se ubica unos 30 km al noreste de Agadez.
En la comuna hay un mercado de ganado importante para el comercio con Argelia, así como minas de estaño. Desde 1959 alberga un espacio protegido con 1050 hectáreas, el Forêt classée de Dabaga. Una de las localidades más conocidas en la comuna es Aoueras.